# НСВ-12,7
НСВ-12,7 «Утьос» (рос. «Утёс» — «круча, урвище»; Індекс ГРАУ —6П11) — радянський 12,7-мм великокаліберний кулемет, призначений для боротьби з легкоброньованими цілями та вогневими засобами, для знищення живої сили супротивника та ураження повітряних цілей.

## Історія
Великокаліберний кулемет НСВ-12,7 «Утьос» був розроблений в Тульському ЦКДБ СМЗ наприкінці 1960-х — початку 1970-х для заміни застарілого та важкого ДШК (ДШКМ). Свою назву отримав за початковими літерами прізвищ авторів — Г. І. Нікітіна, Ю. М. Соколова та В. І. Волкова. Незадовго до цього цей же колектив брав участь у конкурсі на єдиний кулемет калібру 7,62×54 мм R, але перевага була віддана кулеметові Калашникова.
Для виробництва НСВ було вирішено створити новий завод у м. Уральську Казахської РСР, що отримав назву «Металіст» оскільки виробництво на заводі Дегтярьова у м. Коврові було перевантаженим. На заводі було залучено велику кількість інженерів та робітників з Тули, Коврова, Іжевська, Самари, Вятських Полян. Для виробництва НСВ були застосовані абсолютно нові та оригінальні технології різних НДІ СРСР, частина з яких у виробництві стрілецької зброї більш ніде не застосовувалися. Так, для отримання нарізів каналу ствола була застосована електрохімічна обробка, для термічного відпуску — система вакуумного відпуску, так зване «товсте» хромування для підвищення живучості ствола досягалося технологією струменевого хромування.
У процесі налагодження виробництва та регулярних випробувань заводськими конструкторами було внесено багато змін у конструкцію кулемета, переважно спрямованих на підвищення живучості та надійності роботи, а також спрощення конструкції.

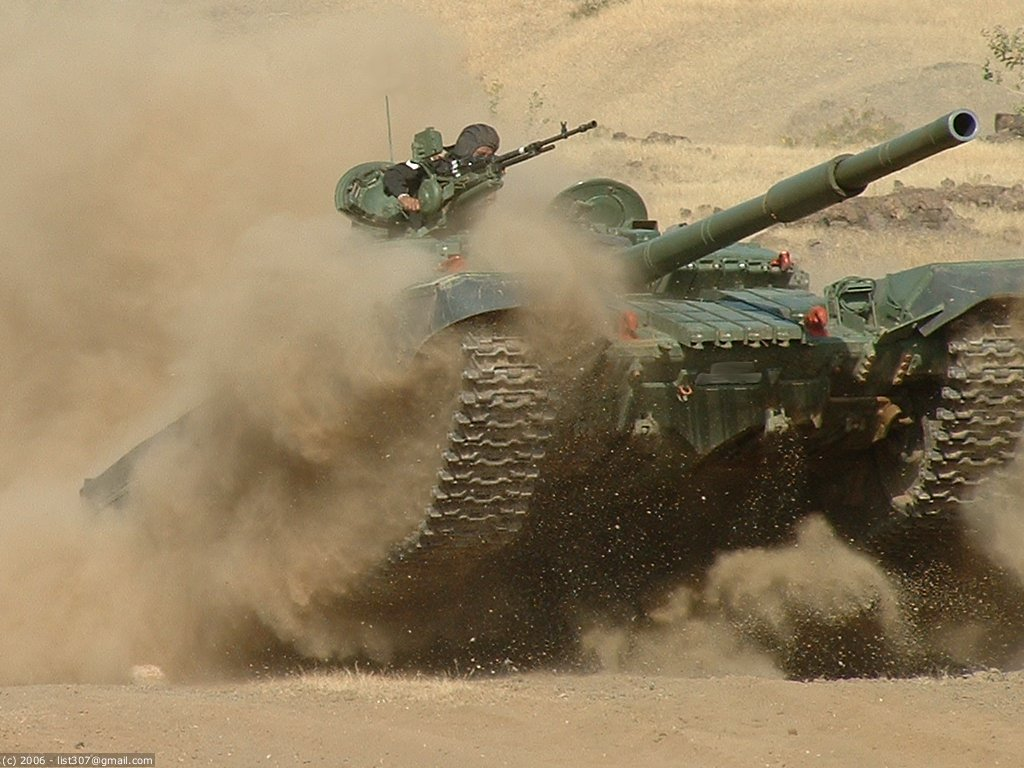
НСВТ-12,7 на Т-72 виробництва Індії

Окрім СРСР НСВ вироблявся на заводах у Польщі, Болгарії, Індії, Югославії. У ці країни виробництво передавалося разом з ліцензією на виробництво танків Т-72, до складу озброєння якого він входив. Крім цих країн ліцензію отримав також Іран, але достовірних відомостей про те, чи вдалося іранцям освоїти виробництво, немає.
З 2005 року в Україні виробляється аналог НСВТ — КТ-12,7 на НТК «Завод точної механіки», також його виробництво було опановано на заводі «Маяк».
В Росії вирішили відмовитися від закупівлі НСВ за кордоном. На заводі Дегтярьова фактично спроектували новий кулемет, що отримав ім'я «Корд». Зберігши незмінними посадкові розміри та балістику для взаємозамінності з наявними установками та станками, ковровчани кардинально змінили схему замикання ствола.

## Боєприпаси
Як боєприпаси для НСВ використовуються патрони стандарту 12,7×108 мм, в тому числі патрони з кулями Б-32, БЗТ-44, МДЗ і БС.
Патрон Б-32 (вага кулі 48 г) — бронебійно-запальний та БЗТ-44 (вага кулі 44 г) — бронебійно-запальний-трасуючий залишилися «у спадок» від ДШК. Існують два найпоширеніші їх види — так звані «воєнні» (збереглися з часів Другої світової війни) та «нові». Оскільки, для зниження маси кулемета ствол його був значно полегшений порівняно до ДШК, то конструктори відмовилися від застосування радіаторів — окрім зниження маси, ствол став набагато технологічнішим. Але це, у свою чергу, позначилося на його живучості — перші партії стволів «вигоряли» після 3-4 тисяч пострілів. У піхотному варіанті кулемет довелося комплектувати 3 стволами, щоб отримати гарантований ресурс всього кулемета — 10 тисяч пострілів. У підсумку було прийнято рішення використовувати при виробництві патронів так звані флегматизуючі присадки. До цього часу вони використовувалися лише в артилерії. Живучість ствола при використанні нових патронів виросла до прийнятних меж — на періодичних випробуваннях, при жорсткому режимі стрільби (50 пострілів однією чергою і 50 — трьома чергами по 15-20 пострілів) ствол витримував вже близько 6 тисяч пострілів. Але часто у військах не розрізняли відмінностей між патронами старими та новими, і на завод в Уральську надходили рекламації на передчасну «смерть» стволів.
Патрони МДЗ і БС — пізніші.
Патрон з кулею МДЗ (вага кулі 43 г) — запальний миттєвої дії, призначався для боротьби з низькими повітряними цілями та автомобільною технікою.
Патрон з кулею БС (вага кулі 55 г) — також бронебійно-запальний, але оснащений сердечником з твердого сплаву. Був спроектований наприкінці 1970-х, коли стало ясно, що бронепробивності Б-32 вже недостатньо для боротьби з сучасними БТР та БМП.
У зв'язку з більшою поширеністю в світі патрона 12,7×99 мм НАТО порівняно з радянським 12,7×108 мм, після розпаду СРСР у Польщі і в Уральську намагалися освоїти виробництво НСВ для патронів НАТО. У Польщі кулемет для натівських патронів став випускатися під назвою WKM-B. Сербський ліцензійний варіант НСВ випускається, крім стандартного 12,7 × 108 мм і для натівських патронів. Уральський варіант укороченими патронами стріляв надійно. Кардинальна відмінність, яку подолати було неможливо — в конструкції стрічки. З радянської стрічки патрон подається поштовхом затвора вперед, при цьому попередньо патрон вже висмикнуто знімальником ланок. З натовської — автоматика висмикує патрон коли затвор іде назад. У НСВ використовуються 10-ланкові куски, що збираються в стрічку по 50 (у піхотному виконанні) і 70 патронів (на танкових установках). Спорядження стрічки проводиться обслугою за допомогою спеціальної машинки. Натовські патрони надходять у війська вже спорядженими в стрічки з розсипних елементів. Переспоряджати патрони з однієї стрічки в іншу довелося б заздалегідь, що негативно позначилося б на бойовій роботі.

## Особливості конструкції
НСВ-12,7 був набагато легшим за попередника — маса 25 кг для кулемета такого калібру при існуючих технологіях досі є межею.
Автоматика НСВ використовує відведення порохових газів, Замикання ствола — клинове, при замиканні затвор переміщається вліво, при цьому сережка затвора б'є по бійчику.
Ударно-спусковий механізм зібраний в окремій коробці, має просту конструкцію та дозволяє вести лише автоматичну стрільбу. При цьому спусковий механізм не призначений для керування вогнем безпосередньо на кулеметі, потрібна наявність рукоятки та спускового гачка або електроспуску на станку або установках. Також відсутня рукоятка перезарядження, та й зусилля взводу пружини потребує важільних або блокових конструкцій для його зменшення. Для зменшення тертя всі рухомі частини забезпечені роликами, кадмоване покриття служить додатковим «змащенням», швидкоз'ємний клиновий затвор забезпечував легку заміну ствола без проведення операцій його підстроювання після зміни.
Затвор з рамою затвора та сама рама затвора з газовідвідним поршнем з'єднані шарнірно. Поворотна пружина забезпечена буфером. Подача патронів за допомогою металевої стрічки може бути ліво-або правобічною. Разом з викидом стріляних гільз вперед, а не в бік, це дозволило легко комбінувати «Праві» та «ліві» кулемети в спарених установках. Одну з таких, зокрема, виробляв Тульський машинобудівний завод ім. Рябикова для озброєння катерів.
Кулемет оснащений конічним полум'ягасником та складним руків'ям для перенесення.
Механічний приціл включає в себе прицільну планку, розмічену для стрільби до 2000 м (прицільна планка ДШК була розмічена до 3500 м), і мушку. Мушка спочатку була складною, але потім заводські конструктори переконали ГРАУ, що великого сенсу в цьому немає.

## Модифікації

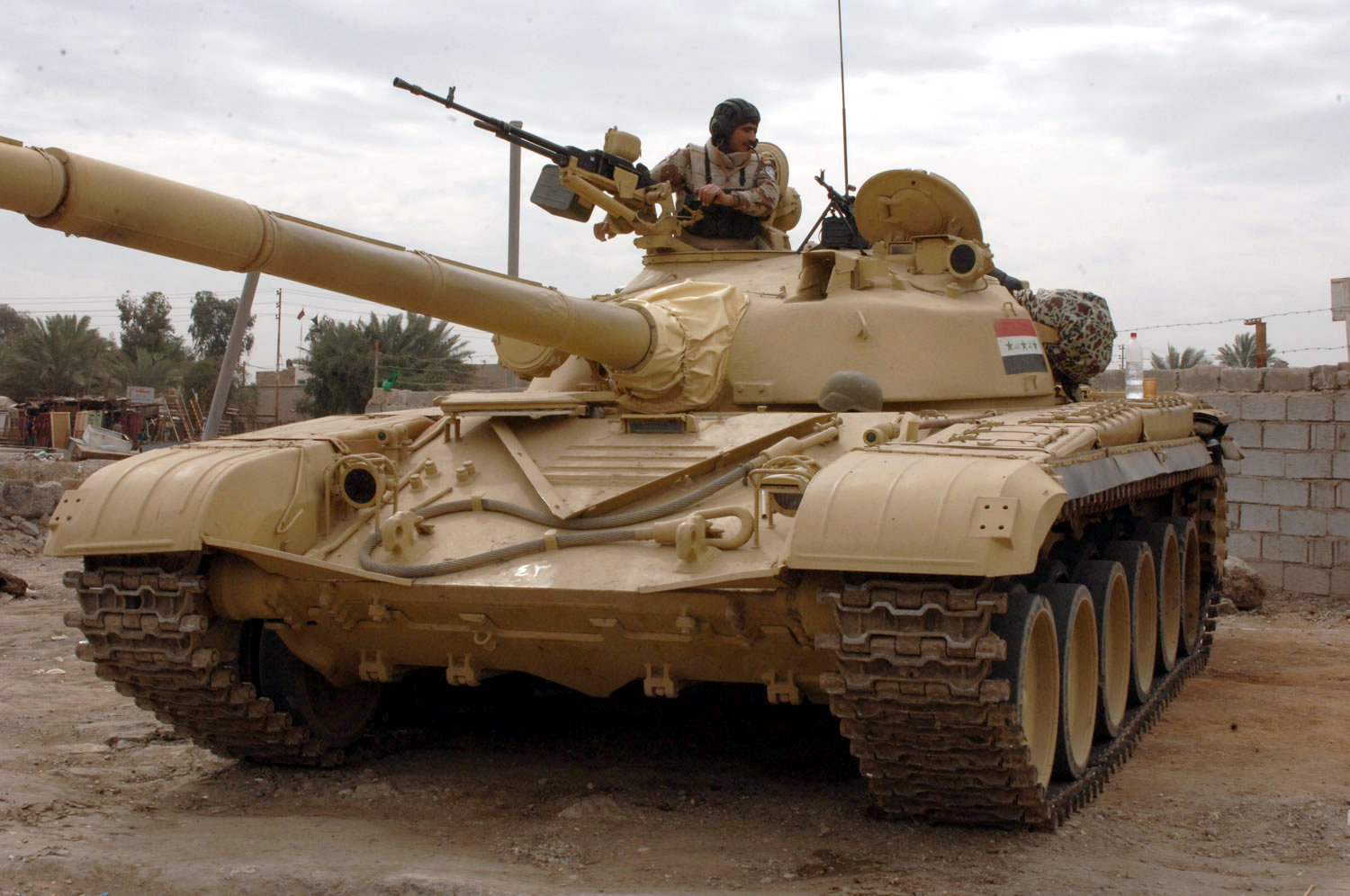
НСВТ-12,7 на танку Т-72 іракської армії

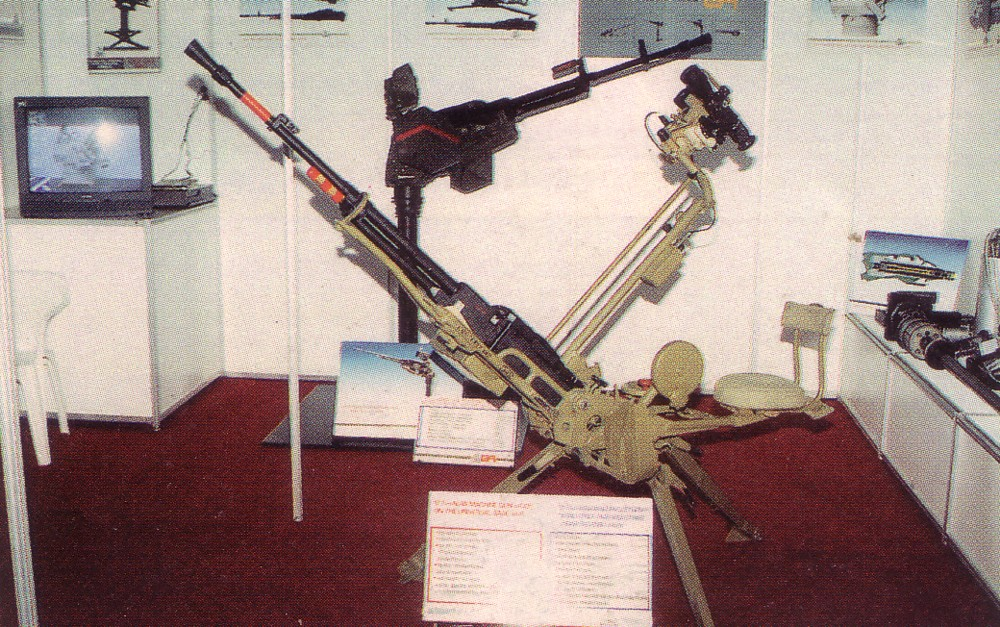
НСВ на установці 6У6

- НСВТ (танковий, Індекс ГРАУ — 6П17) — найбільш поширена модифікація, застосовується як зенітний кулемет на танках Т-64, Т-72, Т-80, Т-90, самохідних артилерійських установках, а також на різних бронемашинах. В 1990-х роках кулеметами НСВ було озброєне кілька тисяч бронетранспортерів Panssari-Sisu та бойових машин Sisu NA-110, вироблених в Фінляндії для власних збройних сил і для військових підрозділів з африканських країн, що діють під егідою ООН.

Танковий варіант відрізнявся тільки електроспуском — котушкою зі стрижнем в герметичному пило-та вологозахищеному корпусі. Прикріплювався до тильної частини ствольної коробки, при подачі струму стрижень висувався і тиснув на стрижень спускового механізму.
- НСВС-12,7 (Індекс ГРАУ — 6П16) — піхотний варіант кулемета на найбільш вдалому станку Степанова-Баришева 6Т7. Вага 41 кг, основний приціл — оптичний СПП виробництва Новосибірського оптико-механічного заводу. Існував і ряд нічних прицілів. Виробництво станка та укомплектування НСВС відбувалось на заводі в Вятських Полянах. Щоб погасити енергію пострілу, маси кулемета не вистачало, тому станок 6Т7 був оснащений амортизатором, встановленим на лопаті передньої сошки, що закопувалась у ґрунт. Відкат кулемета разом зі станком був достатньо відчутним, що вимагало встановити амортизатор також і в прикладі, тому приціл «їздив» разом із кулеметом, і стрілець мимоволі мружився при стрільбі. Стрільба передбачена лише з положення лежачи, оскільки, при стрільбі з коліна кулемет «козлів», бо амортизатор розміщувався в такому положенні вертикально, і точність стрільби була незадовільною. Тому сектор стрільби на 6Т7 вкрай обмежений і зенітна стрільба неможлива.

- Утес-М — корабельна турельно-баштова установка, озброєна двома кулеметами НСВ-12,7.

## Використання
Перше бойове застосування НСВ відбулося в Афганістані. До цього моменту з обох сторін брали участь у бойових діях лише модифікації ДШК (моджахеди використовували ДШК китайського виробництва). Але в другій половині 80-х у військах з'явився і НСВ. Його швидко оцінили, головною його особливістю була можливість вести прицільний вогонь по противнику, не підпускаючи його на відстань ефективної стрільби з автомата. Є фотографії блокпостів, де станок 6Т7 навантажений камінням та мішками з піском для підвищення стійкості. Комплектування кожного кулемета оптичним прицілом, а вночі — нічним прицілом, робило обслугу НСВС головними «очима» блокпоста.
НСВ застосовувався в обидвох чеченських війнах. Існувало безліч саморобних «модифікацій» танкового «Утьоса», для застосування як піхотного.